# Nastri d'argento 1987
La 42ª edizione dei Nastri d'argento si è svolta il 25 luglio 1987 a Taormina.

## Vincitori e candidati
I vincitori sono indicati in grassetto, a seguire gli altri candidati.

### Regista del miglior film
- Ettore Scola - La famiglia
- Pupi Avati - Regalo di Natale
- Francesco Rosi - Cronaca di una morte annunciata

### Migliore regista esordiente
- Giuseppe Tornatore - Il camorrista
- Antonietta De Lillo e Giorgio Magliulo - Una casa in bilico
- Giorgio Treves - La coda del diavolo

### Miglior produttore
- Franco Committeri - La famiglia
- Franco Cristaldi - Il nome della rosa
- Rai - per il complesso della produzione

### Miglior soggetto originale
- Suso Cecchi D'Amico ed Ennio Flaiano - L'inchiesta
- Citto Maselli - Storia d'amore
- Enrico Oldoini e Marco Ferreri - I Love You

### Migliore sceneggiatura
- Furio Scarpelli, Ettore Scola e Ruggero Maccari - La famiglia
- Vittorio Bonicelli e Damiano Damiani - L'inchiesta
- Pupi Avati - Regalo di Natale

### Migliore attrice protagonista
- Valeria Golino - Storia d'amore
- Ida Di Benedetto - Regina
- Stefania Sandrelli - La famiglia

### Migliore attore protagonista
- Roberto Benigni - Daunbailò
- Walter Chiari - Romance
- Vittorio Gassman - La famiglia

### Migliore attrice non protagonista
- Ottavia Piccolo - La famiglia
- Valentina Cortese - Via Montenapoleone
- Lina Sastri - L'inchiesta

### Migliore attore non protagonista
- Diego Abatantuono - Regalo di Natale
- Massimo Dapporto - La famiglia
- Massimo Troisi - Hotel Colonial

### Migliore musica
- Armando Trovajoli - La famiglia
- Riz Ortolani - L'inchiesta
- Giovanni Nuti - Stregati

### Migliore fotografia
- Tonino Delli Colli - Il nome della rosa
- Pasqualino De Santis - Cronaca di una morte annunciata

### Migliore scenografia
- Dante Ferretti - Il nome della rosa

### Migliori costumi
- Gabriella Pescucci - Il nome della rosa
- Maurizio Millenotti ed Anna Anni - Otello
- Giulia Mafai - L'inchiesta

### Migliore attrice straniera
- Fanny Ardant - La famiglia
- Liv Ullmann - Mosca addio

### Migliore attore straniero
- Dexter Gordon - Round Midnight - A mezzanotte circa
- Sean Connery - Il nome della rosa
- Robert De Niro - Mission

### Regista del miglior film straniero
- Bertrand Tavernier - Round Midnight - A mezzanotte circa (Round Midnight)
- Woody Allen - Hannah e le sue sorelle (Hannah and Her Sisters)

### Miglior cortometraggio
- Codex purpureus rossanensis di Folco Quilici

### Miglior produttore di cortometraggi
- Ferdinando Zazzara - per il complesso della produzione

### Nastro d'argento speciale
- Cinecittà - per 50 anni di attività